# برهان (مهاباد)
برهان (مهاباد)، روستایی از توابع بخش مرکزی شهرستان مهاباد در استان آذربایجان غربی ایران است.

## جمعیت
این روستا در دهستان آختاچی غربی قرار دارد و براساس سرشماری مرکز آمار ایران در سال ۱۳۸۵، جمعیت آن ۲۱۴ نفر (۴۱ خانوار) بوده‌است.